# Night Owl
Night Owl – trzeci album studyjny szkockiego muzyka Gerry'ego Rafferty'ego, wydany w czerwcu 1979 r. przez wytwórnię United Artists Records pod numerem katalogowym UAK 30238 (Wielka Brytania) i UA-LA958-1 (USA). W Stanach Zjednoczonych oraz w Wielkiej Brytanii uzyskał status złotej płyty. Natomiast tytułowe nagranie dotarło do 5 pozycji brytyjskiej listy Top 40.

## Spis utworów
Wszystkie utwory napisane przez Gerry'ego Rafferty'ego
| A1. | "Days Gone Down (Still Got the Light in Your Eyes)" | 6:31  |
|     |                                                     |       |
| A2. | "Night Owl"                                         | 6:11  |
|     |                                                     |       |
| A3. | "The Way That You Do It"                            | 5:08  |
|     |                                                     |       |
| A4. | "Why Won‘t You Talk to Me?"                         | 3:59  |
|     |                                                     |       |
| A5. | "Get It Right Next Time"                            | 4:40  |
|     |                                                     |       |
| B1. | "Take the Money and Run"                            | 5:48  |
|     |                                                     |       |
| B2. | "Family Tree"                                       | 5:55  |
|     |                                                     |       |
| B3. | "Already Gone"                                      | 4:54  |
|     |                                                     |       |
| B4. | "The Touris"                                        | 4:14  |
|     |                                                     |       |
| B5. | "It‘s Gonna Be a Long Night"                        | 4:22  |
|     |                                                     |       |
|     |                                                     | 51:42 |
|     |                                                     |       |

## Muzycy
- Gerry Rafferty – śpiew, gitara akustyczna, syntezator, fortepian
- Mo Foster – gitara basowa
- Richard Thompson – gitara elektryczna
- Gary Taylor – gitara basowa
- John Kirkpatrick – akordeon
- Richard Brunton – gitara basowa, gitara elektryczna, gitara slide
- Graham Preskett – instrumenty klawiszowe, skrzypce, fortepian, dyrygent
- Liam Genockey – perkusja
- Hugh Burns – gitara elektryczna, gitara rytmiczna, gitara
- Frank Ricotti – instrumenty perkusyjne, tamburyn
- Pete Wingfield – organy
- Raphael Ravenscroft – saksofon
- Gavin Wright – struna
- Richard Harvey – syntezator
- Barbara Dickson – chórki
- Betsy Cooke – chórki
- Linda Thompson – chórki
- Tommy Eyre – syntezator, fortepian

## Pozycje na listach
| Lista 1979 r.       | Pozycja |
| ------------------- | ------- |
| Lista amerykańska   | 29      |
| Lista brytyjska     | 9       |
| Lista niemiecka     | 18      |
| Lista holenderska   | 8       |
| Lista nowozelandzka | 30      |
| Lista szwedzka      | 23      |

## Notowania singli
| Rok  | Singel                                              | Notowania            | Poz. |
| ---- | --------------------------------------------------- | -------------------- | ---- |
| 1979 | "Days Gone Down (Still Got the Light in Your Eyes)" | US Billboard Hot 100 | 17   |
| 1979 | "Get It Right Next Time"                            | US Billboard Hot 100 | 21   |
| 1979 | "Get It Right Next Time"                            | UK Top 40            | 30   |
| 1979 | "Night Owl"                                         | UK Top 40            | 5    |

## Certyfikaty
| Kraj                  | Certyfikacja    | Sprzedaż |
| --------------------- | --------------- | -------- |
| USA (RIAA)            | 1 x złota płyta |          |
| Wielka Brytania (BPI) | 1 x złota płyta |          |